# Käte Niederkirchner

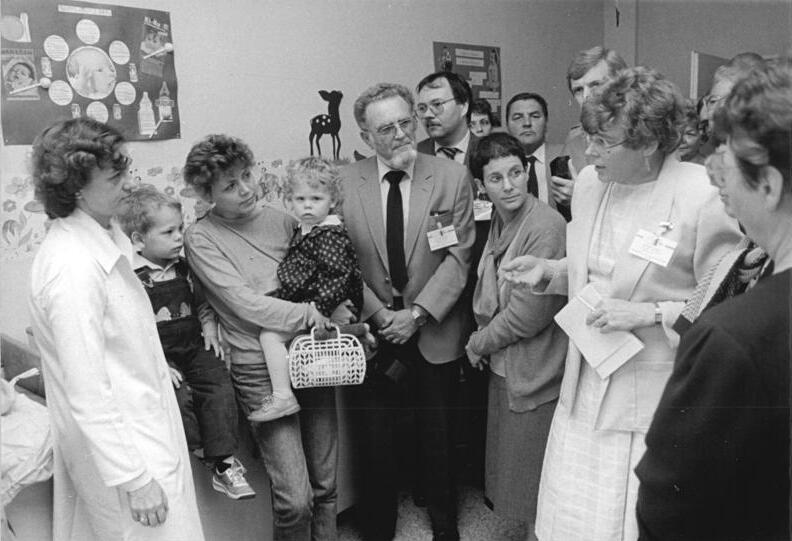
Käte Niederkirchner (links, 1987)

Käte Niederkirchner (* 30. Januar 1944 in Tscheljabinsk, Russische SFSR, Sowjetunion; † 19. November 2019 in Berlin) war eine deutsche Politikerin (SED und PDS) und Kinderärztin. Sie war die Nichte der vor allem in der DDR bekannt gewordenen Widerstandskämpferin Käthe Niederkirchner.

## Leben
Käte Niederkirchner wurde unter dem Namen Käte Appel am 30. Januar 1944 in Tscheljabinsk am Ural geboren. Appel war der Deckname des Vaters. Kätes Eltern waren Karl Dienstbach aus Frankfurt am Main und Mia Niederkirchner, eine Tochter von Michael Niederkirchner. Die Eltern hatten sich im Moskauer Hotel Lux kennengelernt und arbeiteten später für das NKFD in Kriegsgefangenenlagern.
Als die Mutter mit Käte im sechsten Monat schwanger war, verabschiedete sich deren ältere Schwester Käthe Niederkirchner zu einem riskanten Einsatz als bewaffnete Moskauer Fallschirmspringerin mit Operationsgebiet Berlin. Mia Niederkirchner versprach dabei: „Wenn es ein Mädchen wird, heißt es Käte.“ Nach der Rückkehr der Niederkirchners nach Deutschland nahm Kätes Vater wieder seinen richtigen Namen Dienstbach an, und Käte erhielt diesen Familiennamen.
Im Zuge der zunehmenden Verehrung der antifaschistischen Widerstandskämpfer in der DDR wurde Käte Niederkirchner bereits früh von ihrer Mutter zu Gedenkveranstaltungen zu Ehren ihrer Tante Käthe mitgenommen, die häufig mit dem russischen Kosenamen Katja bezeichnet wurde. Als nahe Angehörige dieser Widerstandskämpferin nahm sie auch oft an Begegnungen mit institutionellen Namensträgern wie Arbeitskollektiven, Brigaden und Angehörigen von öffentlichen Einrichtungen teil. Nach dem bestandenen Abitur an der Berliner Käthe-Kollwitz-Oberschule nahm Käte Dienstbach 1963 ein Medizinstudium an der Humboldt-Universität in Berlin auf, das sie 1969 abschloss. Während des Studiums wurde sie von der FDJ als Kandidatin für die 6. Wahlperiode der Volkskammer gewonnen. 1965 wurde sie Mitglied der SED. Nach den Volkskammerwahlen 1967 wurde die mittlerweile verheiratete Käte, sie heiratete ihren Kommilitonen Jürgen Sima, der später Chefarzt im Krankenhaus Berlin-Weißensee wurde, als Berliner Vertreterin Abgeordnete der Volkskammer für die FDJ-Fraktion. Zu diesem Zeitpunkt war sie mit 23 Jahren eine der jüngsten Abgeordneten und saß zunächst bis 1976 im Ausschuss für Volksbildung. Während Käte Sima nach dem Studium ihre Doktorarbeit schrieb, wurde sie hauptamtlich beim Zentralrat der FDJ angestellt, bis sie 1970 eine Stelle als Ärztin an der Berliner Charité bekam. Dort wurde sie zunächst weiter als Fachärztin für Kinderheilkunde ausgebildet. 1972 wurde Käte Sima Mutter einer Tochter. 1977 ließ sich Käte Sima scheiden. Zu dieser Zeit arbeitete sie bereits als Kinderärztin. Diese Ausbildung hatte sie 1976 erfolgreich abgeschlossen. Seit 1976 war sie Mitglied im Ausschuss für Gesundheitswesen der Volkskammer.
Da ein entfernter Verwandter der Niederkirchners diesen Nachnamen in der DDR sehr zu seinem eigenen Vorteil ausnutzte und sich im Briefwechsel mit Namensträgern als offizieller Vertreter der Niederkirchners ausgab, wurde seitens der Familie beschlossen, den Namen Niederkirchner in den Familiennamen wieder einzubringen. Fortan hieß Käte Sima nun Käte Sima-Niederkirchner. Unter diesem Namen wurde sie 1981 auch wieder Abgeordnete der Volkskammer, altersgerecht nunmehr der SED-Fraktion angehörig. Ende der 1980er Jahre änderte Käte Sima-Niederkirchner ihren Namen in Käte Niederkirchner. Am 13. November 1989 wurde Käte Niederkirchner Mitglied des neugewählten Volkskammerpräsidiums. Im Januar 1990 beerbte sie Werner Jarowinsky im Amt des stellvertretenden Volkskammerpräsidenten. Zu den Volkskammerwahlen am 18. März 1990 kandidierte sie erneut und wurde als Abgeordnete der PDS gewählt. In der ersten Sitzung der sich neu konstituierenden Volkskammer wurde sie als Vertreterin der PDS zu einer der Vizepräsidenten der Volkskammer gewählt. Sie erhielt dabei die meisten Stimmen von allen Kandidaten.
Im beruflichen Bereich eröffnete Käte Niederkirchner eine eigene Praxis als Kinderärztin.
Auf das Angebot der PDS zur Kandidatur für den Bundestag verzichtete sie und bildete sich stattdessen als Fachärztin weiter mit einer zusätzlichen Ausbildung für Kinderpsychotherapie.
Nach langer schwerer Krankheit starb Käte Niederkirchner am 19. November 2019 in einem Krankenhaus in Berlin-Lichtenberg.